# Heartbeat (Fernsehserie, 2000)
Heartbeat (Originaltitel: In a Heartbeat) ist eine kanadisch-US-amerikanische Jugendserie, die von 2000 bis 2001 beim US-amerikanischen Fernsehnetwork Disney Channel lief. Die Serie folgt dem Leben mehrerer Teenager, die sich als Teilzeit-EMTs freiwillig melden, während sie zur Schule gehen und versuchen, ihr Leben als normale Teenager aufrechtzuerhalten.

## Handlung
Der EMT-Kader besteht aus Hank Beecham (Danso Gordon), der das Fußballspielen mit dem Highschool-Team verwaltet und der EMT-Intermediate der Gruppe ist; Val Lanier (Reagan Pasternak), der als exzellenter Schüler und Cheerleader bekannt ist; Tyler Connell (Shawn Ashmore), ein Footballspieler und Hanks bester Freund; und Jamie Waite (Christopher Ralph), das neueste Mitglied des Kaders, das zunächst nicht aus eigener Wahl dort war, sondern aufgrund eines neuen Programms, das in Not geratenen Teenagern dabei hilft, ihr Leben zu meistern, indem sie Rettungskräfte werden.
Andere Charaktere in der Serie sind Brooke Lanier (Lauren Collins), Vals zwölfjährige Schwester, die sich nach der Schule freiwillig bei der Truppe meldet und deren Hauptaufgabe darin besteht, den Papierkram zu verwalten; und Caitie Roth (Jackie Rosenbaum), Vals beste Freundin, die für ihre dunklen Klamotten und ihre lila Strähnen bekannt ist.

## Episodenliste
1. Der Pilotfilm // Nichts ist selbstverständlich (Assume Nothing): Vals Vater erleidet einen Herzanfall und wird ins Krankenhaus eingeliefert. Alle kümmern sich vorbildlich um Val, der die ganze Geschichte ziemlich nahe geht. Ob ihr Vater durchkommen wird?
2. Taranteln (Things That Go Bump in the Night): Die Clique stolpert über ein paar Taranteln, die aus einem texanischen Kaktus geschlüpft sind. Tyler bringt es nicht fertig, einer Patientin eine Spritze zu setzen, aus Angst, etwas falsch zu machen.
3. Der rasende Reporter (The Adventures of Super Val): Nick will eine Enthüllungsgeschichte über die Umstände in der Rettungseinheit drehen. Brooke erwischt ihn bei der heimlichen Filmerei. Sie macht ihm deutlich, wie wertvoll Einrichtungen wie diese tatsächlich sind. Nick sieht seinen Fehler dann doch ein.
4. Veränderungen (Changing Times): Vals und Brookes Vater braucht nach einer Herz-OP noch Schonung. Natürlich kann er noch nicht wieder ins Berufsleben einsteigen. Daher ist Familie Lanier knapp bei Kasse und muss ihr Haus verkaufen. Dies wiederum stößt bei Brooke auf wenig Begeisterung.
5. Der Schulball (Cinderella Syndrome): Val hofft, von Tyler zum Schulball eingeladen zu werden. Doch der bringt den Mut nicht auf, Val anzusprechen. Als Tyler erfährt, dass der Basketball-Crack der Schule Val begleiten will, sucht auch er sich eine andere Verabredung.
6. Wahre Freunde (Go Team): Tyler hat Schwierigkeiten mit seinem Stiefvater. Die lässt er ungerechterweise an seiner Umwelt aus und ganz besonders an Hank. Nachdem er jedoch ein klärendes Gespräch mit Val geführt hat, wird er langsam wieder vernünftig und entschuldigt sich.
7. Diebe (And the Winner Is): Jamie soll bei einem Einsatz eine Brieftasche geklaut haben. Er beteuert seine Unschuld, doch wegen seiner Vergangenheit traut Alex ihm nicht über den Weg.
8. Halloween (A Night to Remember): Es ist Halloween, und als wäre durch diesen Feiertag nicht schon genug zu tun, meldet sich Jamie zu allem Überfluss auch noch krank. Er nutzt die freie Zeit, um mit seinen Freunden rumzuhängen. Jamie lässt sich auf eine Mutprobe ein, bei der Kenny von einem Wasserturm stürzt.
9. Die Neue (A New Kid in Town): Hank und die hübsche farbige Jasmine kriegen sich ständig in die Haare, oftmals grundlos. Val riecht den Braten und merkt, dass die beiden eigentlich mächtig ineinander verliebt sind. Von nun an lässt er nichts unversucht, die beiden zu verkuppeln.
10. Das Geburtstagsessen (You Say It's Your Birthday): Tyler hat wieder Schwierigkeiten mit seinem Stiefvater: Der mischt sich zu sehr in sein Leben ein. Zum Geburtstag soll es nun ein harmonisches Familienessen geben.
11. Eine stürmische Nacht (Four EMTs and a Kid): Hank wird von der Vergangenheit eingeholt: Mr. Revere taucht auf, der Vater des Jungen, dessen Schicksal Hank in der Pilotfolge so beschäftigt hat.
12. Gute Freunde (Friends Don't Let Friends): Brianne, eine Freundin von Caitie und Jamie, ist offenbar eine Schnüfflerin. Das heißt, dass sie Lösungsmittel inhaliert, um davon „high“ zu werden. Jamie macht Caitie darauf aufmerksam und bittet sie, sich Brianne mal zur Brust zu nehmen.
13. Schönheit kommt von Innen (Power To The Pathetic): Tyler muss derzeit damit leben, dass er nicht ganz so gut ausschaut wie sonst. Abgesehen von Pubertätspickeln, wird er auch durch das eine oder andere Missgeschick durch Ausschläge und Bläschen entstellt.
14. Alte Liebschaften (Race of a Lifetime): Die Rettungsmannschaft wurde zu einem Motocross-Rennen abbeordert. Jamie fährt bei diesem Wettkampf zufällig auch mit. Bei Catie stößt das auf wenig Begeisterung.
15. Starrummel (Star Struck): Die Rettungseinheit bekommt prominenten Besuch: Galileo Tennyson, ein Hollywood-Star, hat sich angesagt. Er möchte Erfahrungen aus erster Hand sammeln, um seiner nächsten Rolle die nötige Glaubwürdigkeit zu verschaffen.
16. Der Held (Hero): Jamie rettet einen Jungen aus einem brennenden Gebäude. Der Ruhm, der auf den Helden einstürzt, steigt ihm allerdings schon bald zu Kopf.
17. Zu schön, um wahr zu sein (The Boy's No Good): Caitie verliebt sich in einen Jungen, der neu auf ihre Schule gekommen ist. Prompt fährt dieser ihr in ihren Wagen.
18. Der Recycling-Wettbewerb (Be True to Your School): Die Kingsport Highschool wird von der Sprewell School zu einem Recycling-Wettbewerb herausgefordert. Val, Hank und Tyler machen mit Begeisterung daran, so viel Müll wie möglich einzusammeln.
19. Die Suspendierung (Read My Lips): Doug wird ertappt, dass er nicht lesen kann und wird deswegen suspendiert. Doch Doug sieht nicht ein, dass er sich helfen lassen sollte, bis etwas Schreckliches passiert!
20. Jamie kann gehen (Time's Up): Jamie hat nun endlich seine Jugendstrafe verbüßt, und somit steht es ihm frei, die Rettungseinheit zu verlassen. Diese Entscheidung fällt ihm aber nicht leicht.

## Rezeption
Laura Fries von Variety bewertete die Show positiv und bemerkte, dass „Disneys ursprüngliche High-School-Dramaserie „In a Heartbeat“ Charaktere hat, die genauso ansprechend sind wie alles, was sie in der WB finden würden, nur um einiges schlauer.“ Lynne Heffley von der Los Angeles Times beschrieb die Show als „überraschend sehenswert“.